# 우스만 캉테
우스만 캉테(프랑스어: Ousmane Kanté, 1989년 9월 21일 ~ )는 기니의 프로 축구 선수로, 리그 2 클럽 파리 FC에서 수비수로 뛰고 있다. 프랑스에서 태어난 그는 기니 국가대표팀에서 뛰고 있다.

## 구단 경력
캉테는 6살 때 축구를 시작했고 US 크레테유의 유소년 아카데미에 들어갔다. 그는 그의 초기 경력을 프랑스의 하부 리그에서 보냈다. 2018년 6월 15일, 그는 2017-18년 시즌에 베지에를 리그 2로 승격시키는 데 핵심적인 역할을 한 후 파리 FC와 첫 프로 계약을 맺었다. 그는 2018년 7월 27일, 가젤레크 아작시오와의 리그 2 1-1 동점 경기에서 파리 FC에서 프로 데뷔를 했다.

## 국가대표팀 경력
캉테는 프랑스와 기니 국적을 보유하고 있다. 그는 2019년 10월 12일, 1-0으로 패한 코모로와의 친선 경기에서 기니 국가대표팀에 데뷔했다.
2022년 1월, 그는 카메룬에서 열리는 2021년 아프리카 네이션스컵에 참가하기 위해 카바 디아와라 감독의 선택을 받았다.